# Chrysomya thanomthini
Chrysomya thanomthini är en tvåvingeart som beskrevs av Hiromu Kurahashi och Tumrasvin 1977. Chrysomya thanomthini ingår i släktet Chrysomya och familjen spyflugor.
Artens utbredningsområde är Thailand. Inga underarter finns listade i Catalogue of Life.